# إبراهيم المشكيني
مجتهد إيراني ولد في مشكين شهر شمال غرب إيران سنة 24 من نوفمبر 1926 عاش في النجف الاشرف لتحصيل العلوم الدينة وتتلمذ على يد سيد محسن الحكيم ومن ثم أصبح وكيله العام.
في مدينة طوز خرماتو في شمال العراق، ومن ثم أصبح وكيل السيد الخوئي في إيران ومن ثم وكيل السيد السبزواري وبعدها وكيل السيد محمد الشيرازي.

## مؤلفاته
لديه عدة مؤلفات منها:
- تفسير سورة الحمد.
- المجالس الطيبة.
- أصحاب الإجماع وثلاثون من فطاحل العلماء.

وغيرها من المؤلفات.

## وفاته
عاش في مدينة أردبيل وتوفي فيها 1996. وكان من المخالفين للسيد الخميني ونظام إيران.

## أبنائه
- محمد تقي المشكيني.
- أحمد المشكيني.
- علي المشكيني.
- رضا المشكيني.
- خليل المشكيني.
- محمد حسن المشكيني.
- عباس المشكيني.